# William Thomas Stead
William Stead Thomas (Embleton, Northumberland, 5 de julio de 1849 - en el Océano Atlántico, 15 de abril de 1912) fue un destacado periodista, editor y espiritista británico, pionero del periodismo de investigación, y una de las figuras más controvertidas dentro del periodismo británico de la era victoriana. Stead murió en el hundimiento del RMS Titanic.

## Biografía
Stead fue educado siguiendo estrictamente las Sagradas Escrituras como hijo de religiosos congregacionalistas. Además, a muy temprana edad, Stead ya era capaz de leer textos en lengua latina tan bien como leía textos en su lengua materna, la inglesa.
Su nuevo y comprometido estilo periodístico, que Matthew Arnold desaprobó llamándolo "Nuevo Periodismo", fijó el camino del sensacionalismo para la prensa actual y demostró cómo la prensa era, en efecto, un cuarto poder (en palabras de W. T. Stead, un Government by Journalism, "Gobierno por el periodismo") que podía usarse para incidir en la opinión y generar cambios en las políticas gubernamentales. Su trabajo periodístico cubrió los costados menos gratos para la mirada del ciudadano de la ciudad imperial: maltrato infantil, prostitución, trata de blancas y abuso; sus escritos reclamaban, fundamentalmente, un cambio en el sistema de criminalización del vicio.
Comenzó a trabajar a la temprana edad de catorce años como ayudante contable en un negociado de Newcastle upon Tyne; en sus ratos libres leía a Shakespeare y una vida de Thomas Cromwell de Thomas Carlyle, del que siempre fue un gran admirador; un artículo sobre este último fue su primera publicación en Boy's Own Magazine. Gracias a esto ganó una guinea que gastó en comprarse libros, incluida una colección de poemas de James Russell Lowell que lo acompañó durante toda su vida. En 1865 logró publicar en un periódico local un artículo sobre el asesinato de Abraham Lincoln y en 1868 otro en el Sheffield Independent sobre la separación de la Iglesia de Irlanda. Entonces adoptó el pseudónimo que más usaría: "W. T. Silcoates". También empezó a publicar por vez primera una revista de la que fue editor durante diez años: el Magazinctum, cuya distribución se limitaba a la propia familia de Stead. A lo largo de este período sufrió enfermedades oculares y llegó a pensar que iba a quedarse ciego.
El 10 de junio de 1873, Stead se casó con una amiga de la infancia, Lucy Emma Wilson (1849-1932). Juntos tuvieron cuatro hijos y dos hijas. Como se hizo popular por los numerosos artículos que enviaba regularmente a la prensa regional, lo nombraron redactor jefe del periódico liberal Northern Echo de Darlington en abril de 1871, con lo que se transformó en el editor más joven de la historia de la prensa británica. En el otoño de 1877 Stead fue presentado en el salón de madame Olga Novikoff, entonces considerada la representante no oficial de la Rusia zarista en el Reino Unido. Y allí, entre muchos grandes nombres de la literatura de la época, pudo conocer a Matthew Arnold y en especial a Thomas Carlyle, su héroe juvenil. Luego dijo que cenar con san Pablo no le hubiera hecho más ilusión. A partir de ese momento, brindó su apoyo a Annie Besant con motivo del "juicio de Knowlton" sobre el control de natalidad, que defendió a través de la publicación de The Fruits of Philosophy. 
Tras la victoria electoral de Gladstone en 1880, Stead ingresó en la Pall Mall Gazette, que se había convertido más o menos en el órgano oficial del partido liberal, y cuando en agosto de 1883 se transformó en su redactor jefe cambió radicalmente su forma y contenido. Algunas de sus innovaciones fueron incorporar mapas y diagramas en un periódico por vez primera, dividir artículos más largos con subtítulos llamativos y mezclar sus propias opiniones con las de las personas que entrevistó. Además, sus grandes campañas de opinión dieron lugar a importantes reformas políticas y sociales. Hizo campañas contra la pobreza de algunos barrios de Londres, otra a favor de la intervención del famoso Charles Gordon en la guerra contra los derviches del Sudán, otra para que se aumentara el presupuesto de la Real Armada o Royal Navy y otra en favor de la paz entre Rusia y Gran Bretaña. Pero la más famosa, que le acarreó incluso una temporada en la cárcel, fue en 1885, contra la prostitución infantil (una serie de cuatro artículos bajo el título "The Maiden Tribute of Modern Babylon" -"El tributo de las doncellas de la moderna Babilonía"-). Para demostrar la verdad de sus revelaciones, "compró" a Eliza Armstrong, una niña de 13 años, hija de un deshollinador, hecho que relata en el artículo "A Child of thirteen bought for £5".
El origen de esta memorable serie de artículos fue este: un luchador contra el vicio fue a verle cuando era redactor jefe de la Pall Mall Gazette en mayo de 1885 para pedirle ayuda en desatascar un proyecto de ley que se proponía combatir la prostitución infantil que ya había sido rechazado tres veces en la Cámara de los comunes; sus historias conmovieron a Stead, quien decidió emprender una investigación: entrevistó desde alcahuetas y proxenetas a trabajadores sociales y capellanes de cárceles; se las arregló incluso para que una de sus reporteras y una chica del Ejército de Salvación se hicieran pasar por prostitutas para colarse en los burdeles, con la esperanza de que pudieran escapar antes de prestar el servicio y el 6 de julio de 1885 se publicó la primera entrega de "El tributo de las doncellas en la Babilonia moderna". Causó auténtica sensación: nunca el Londres victoriano había visto contenidos sexuales tan explícitos en un texto impreso. Titulares como "La violación de las vírgenes", "Confesiones del dueño de un burdel" o "Chicas compradas y corrompidas" interesaron y escandalizaron al público al mismo tiempo. Cuando el mayor distribuidor de prensa de la ciudad, W. H. Smith & Sons, se negó a repartir el periódico, un grupo de voluntarios del Ejército de Salvación se ofreció a hacerlo. Incluso George Bernard Shaw, autor de la escandalosa La profesión de la señora Warren (que aludía al negocio prostibulario), llamó por teléfono para ofrecer su colaboración. Durante los cuatro días siguientes las oficinas del periódico fueron asaltadas por grandes multitudes, deseosas de conseguir un ejemplar y que se peleaban por conseguirlo, incluso de segunda mano, a un precio doce veces superior al nominal. Se organizaron pronto concentraciones públicas y manifestaciones para conseguir que la ley se aprobase y el Ejército de Salvación consiguió casi cuatrocientas mil firmas en un gigantesco rollo de papel de milla y media de longitud.
Pero, como el intrépido periodista había quebrado las leyes vigentes, aunque con buenas intenciones, y había cometido varias irregularidades más, dos periódicos de la competencia, la Saint Jame's Gazette y el Lloyd's Weekly Newspaper, terminaron por meterlo entre rejas. Stead, sin embargo, consiguió que se elevara la edad de consentimiento sexual desde los trece a los dieciséis años. Todo esto, sin embargo, y la cantidad de reputaciones que había destrozado con sus campañas, le había granjeado tantos y tan poderosos enemigos entre los poderes fácticos, que tuvo que abandonar su cargo de redactor jefe en enero de 1890. Su poder moral era inmenso. De hecho, en ese mismo año, The New York Sun llegó a decir que "entre los años 1884 y 1888 estuvo más cerca de gobernar Inglaterra que cualquier otro ciudadano del reino".
Stead se definía como "imperialista, más los diez mandamientos y el sentido común", pero su premisa fundamental era que "el progreso del mundo" dependía de la conducta del Imperio británico: porque este trascendía la política de los partidos. La represión de manifestantes irlandeses por la policía británica en el llamado Domingo Sangriento (1887) dio lugar a su creación, con ayuda de la activista Annie Besant, del periódico The Link. 
Hacia los años noventa empezó a interesarse por el espiritismo (editó la revista espírita The Bordeland) y la escritura automática y apoyó la difusión del esperanto como lengua internacional en su periódico de entonces, el Review of Reviews. En 1899, Stead participó en la primera Conferencia en La Haya como parte de su lucha por la paz mundial. Se convirtió en un defensor del desarme y del arbitraje en caso de disputas internacionales y continuó dando conferencias en contra de los conflictos y masacres como el genocidio armenio entre 1894 y 1895 y la Guerra de los Bóeres (1899-1902), lo que le hizo perder la amistad de sir Cecil Rhodes y de Alfred Milner y condujo a su periódico Review of Reviews a un menor número de ventas. Jugó un papel clave en la preparación y realización de la Segunda Conferencia de La Haya en 1907, donde nuevamente se hizo hincapié en la necesidad de un arbitraje internacional para evitar conflictos. Así, denunció en ese momento la actitud "antialemana" del Ministerio de Asuntos Exteriores y protestó contra las atrocidades cometidas por los italianos durante la Guerra italo-otomana (1911-1912). En 1904 lanzó The Daily Paper, pero perdió con este diario una auténtica fortuna (35.000 libras de las de entonces), lo que lo llevó a una crisis nerviosa. Un año antes de la Guerra de España contra los Estados Unidos, en 1897, viajó a Nueva York para reunirse con el gran magnate de la prensa William Randolph Hearst, para enseñarle su modelo de negocio (e inspirando al gran movimiento de periodismo de investigación muckraker) y en 1905 viajó a Rusia en una gira para tratar de desalentar la violencia, aunque no tuvo éxito alguno. 
Su fallecimiento en el hundimiento del famoso transatlántico RMS Titanic la madrugada del día 15 de abril de 1912, pues había embarcado para dar una conferencia en Nueva York, tuvo una gran repercusión porque, a causa de su militancia espiritista, se crearon muchas leyendas en torno a su muerte, algunas con fundamento en la verdad, como la predicción del hecho veinte años antes en su novela Del viejo mundo al nuevo (1892). El testimonio de una de las supervivientes, la señora de William Shelley, lo contemplaba ayudando en la evacuación cuanto pudo para terminar rezando en la cubierta casi en estado de trance. Es cierto que Stead se creía o era médium e incluso llegó a compilar las cartas que un supuesto espíritu guía, Julia, le dictaba mediante escritura automática desde 1892 en su libro After Death: Letters From Julia (1910).
Stead fue un reconocido defensor de la paz mundial (llegó a ser propuesto para el premio Nobel de la paz en 1903) y los derechos de la mujer y escribió varios libros, muchos de ellos traducidos al español, al francés, al alemán e incluso al japonés. El más personal es sin duda su autobiografía, The life of Mr. W. T. Stead (London, 1886). Destaca una obra bibliográfica, Index to the periodical literature of the World... (1891-1902). Otros célebres fueron The Americanization of the world, or, The trend of the twentieth century (1902), Real Ghost Stories, The United States of Europe, The Pope and the New Era, Coming Men on Coming Questions, The Splendid Paupers: a tale of the coming plutocracy...

## Obras
- The life of Mr. W. T. Stead (London, 1886).
- Index to the periodical literature of the World... (1891-1902).
- After Death: Letters From Julia (1910)
- The M. P. for Russia
- The Americanisation of the World
- The Truth about Russia
- The Passion Play at Ober Ammergau
- Real Ghost Stories
- If Christ Came to Chicago
- The United States of Europe
- Satan's Invisible World Displayed
- The Pope and the New Era
- Hymns that have Helped
- Last Will & Testament of Cecil Rhodes
- Coming Men on Coming Questions
- The Splendid Paupers: a tale of the coming plutocracy